# プラディープ・クマール・ギャワリ
プラディープ・クマール・ギャワリ（Pradeep Kumar Gyawali）はネパールの政治家。外務大臣、文化観光航空大臣を歴任した。現在、ネパール統一共産党中央委員会委員、制憲議会議員。

## 経歴
ネパール内戦のとき、政府側代表として毛沢東派との和平交渉にあたった。2008年4月10日の制憲議会選挙ではグルミ郡第2選挙区から立候補し当選している。
2008年8月来日。2018年3月16日より2021年6月4日までK.P.シャルマ・オリ内閣で外相。